# Hoboken (New Jersey)
Pour les articles homonymes, voir Hoboken.
Hoboken est une ville très densément peuplée de l'État du New Jersey, aux États-Unis, située à proximité de la ville de New York. Au recensement en 2020, la population de la ville s'élevait à 60 419 habitants.

## Géographie
La ville s'étend sur 5,1 km2, dont 3,3 km2 sont habités, et sa densité de population est de 18 662,3 habitants/km2 en 2020.
Les rives de l'Hudson à Hoboken vont du nord au sud, de Weehawken Cove au Hoboken Terminal, et font face aux quartiers de West Village et de Chelsea (Manhattan) à New York.

## Démographie

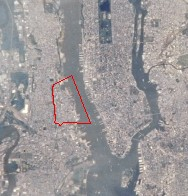
Situation par rapport à Manhattan

| Année | Habitants |
| ----- | --------- |
| 1860  | 9 662     |
| 1870  | 20 297    |
| 1880  | 30 999    |
| 1890  | 43 648    |
| 1900  | 59 364    |
| 1910  | 70 324    |
| 1920  | 68 166    |
| 1930  | 59 261    |

| Année | Habitants |
| ----- | --------- |
| 1940  | 50 115    |
| 1950  | 50 676    |
| 1960  | 48 441    |
| 1970  | 45 380    |
| 1980  | 42 460    |
| 1990  | 33 397    |
| 2000  | 38 577    |
| 2010  | 50 005    |
| 2020  | 60 419    |

## Histoire

### Ère coloniale
Au début du XVIIe siècle, Hoboken est une île de l'Hudson dominée à l'ouest par les falaises des New Jersey Palisades. Accessible à pied au gré des marées, c'est une retraite saisonnière des Indiens Hackensack, une phratrie des Lenapes, qui y ramassent des blocs de serpentine dans lesquels ils sculptent leurs pipes.
La première revendication de ce territoire par des Européens est celle d'Henry Hudson, un Anglais trafiquant pour le compte de la Compagnie néerlandaise des Indes orientales, qui débarque de son navire Halve Maen à Weehawken Cove le 2 octobre 1609. Peu après, l'endroit est rattaché à la province de Nouvelle-Néerlande.
En 1630, Michael Reyniersz Pauw, bourgmestre d'Amsterdam et directeur de la Compagnie néerlandaise des Indes occidentales, obtient un privilège sur la rive ouest de l'Hudson (alors appelée « fleuve du Nord ») à la condition qu'il y établisse sous quatre années une colonie d'au moins 50 personnes. Trois tribus Lenape vendent les terres sur lesquelles il fonde Hoboken (et une partie de l'actuelle Jersey City), pour 80 brasses (146 m) de verroteries en collier, 20 brasses (37 m) de laine, 12 bouilloires, six arquebuses, deux couvertures, une double-bouilloire et un demi-tonneau de bière. Ces transactions, qui s'étalent entre le 12 juillet et le 22 novembre 1630, constituent le premier achat de terre historiquement attesté dans cette région. Pauw (qui a donné à cette terre la forme latinisée de son nom, « Pavonia ») ne parvient cependant pas à atteindre les objectifs fixés par la Compagnie, et doit revendre ses droits en 1633.

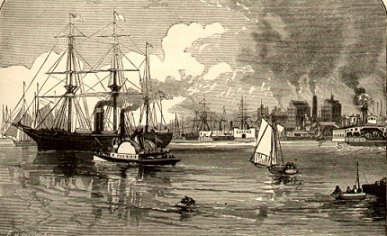
Vue de l'Hudson au large d'Hoboken et de Jersey City dans les années 1880.

Les terres sont rachetées par Hendrick van Vorst, qui en afferme une partie à Ært Van Putten. En 1643, ce dernier construit sa maison et une brasserie au nord de l'actuel Castle Point. Il trouve la mort au cours de représailles des Indiens, et tous les colons de Pavonia sont rembarqués vers La Nouvelle-Amsterdam. Les relations tendues avec les Lenape et l'isolement de l'île dissuadent pendant trente ans de nouvelles tentatives.
En 1664, les Anglais s'emparent presque sans combat de La Nouvelle-Amsterdam, et en 1668 ils font valoir un privilège ancien de leur compatriote Nicolas Verlett pour confisquer les terres. En 1674–75, la Pavonia est annexée à East Jersey, et la province divisée en quatre districts administratifs, Hoboken étant rattachée au Comté de Bergen, situation qui prend fin avec la fondation du Comté de Hudson le 22 février 1840. Les colons anglophones (certains venus de Nouvelle-Angleterre) se mêlent aux colons néerlandais. Le pays, voué à l'agriculture, est encore peu peuplé.
Finalement, ces terres échoient à William Bayard, d'abord partisan de l'indépendance des treize colonies, mais qui se rallie aux Loyalistes après la chute de New York en 1776, toute la rive ouest de l'Hudson étant aux mains des Britanniques. À la fin de la Guerre d'indépendance, les députés du New Jersey confisquent ses terres, vendues aux enchères comme William Bayard's farm at Hoebuck pour 18 360 £ (soit 90 000 $).

### XIXesiècle

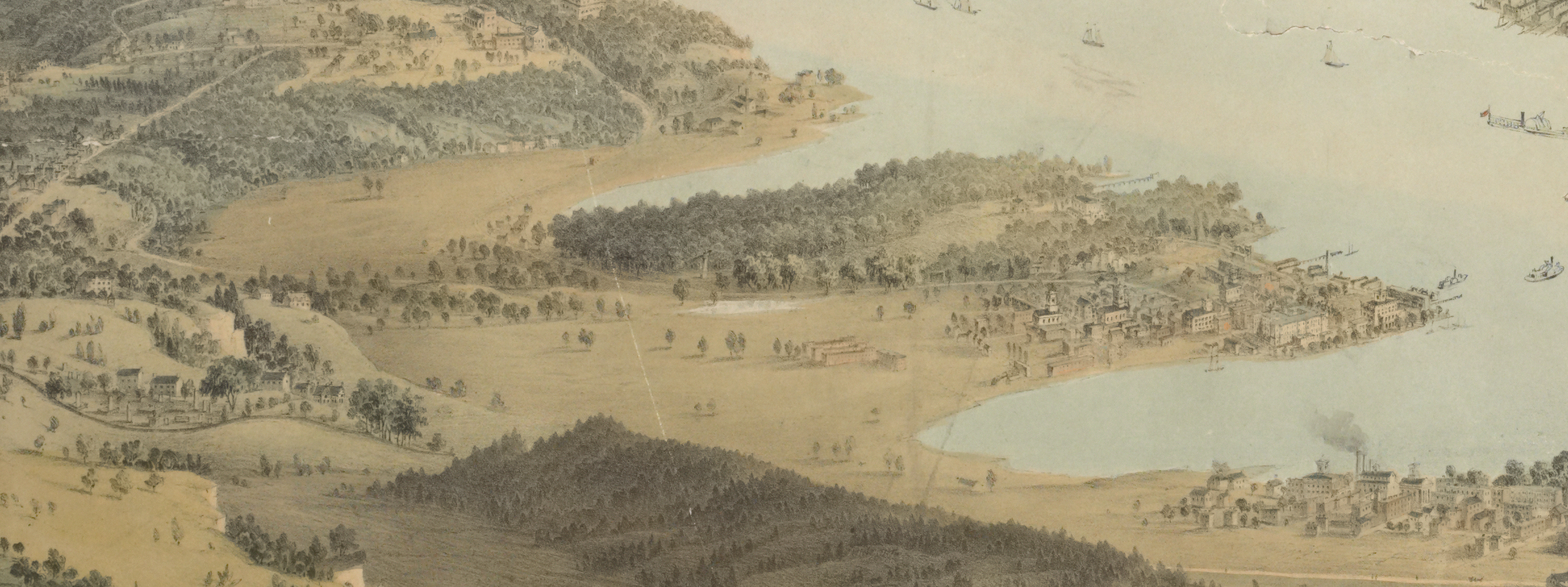
Hoboken (1854).
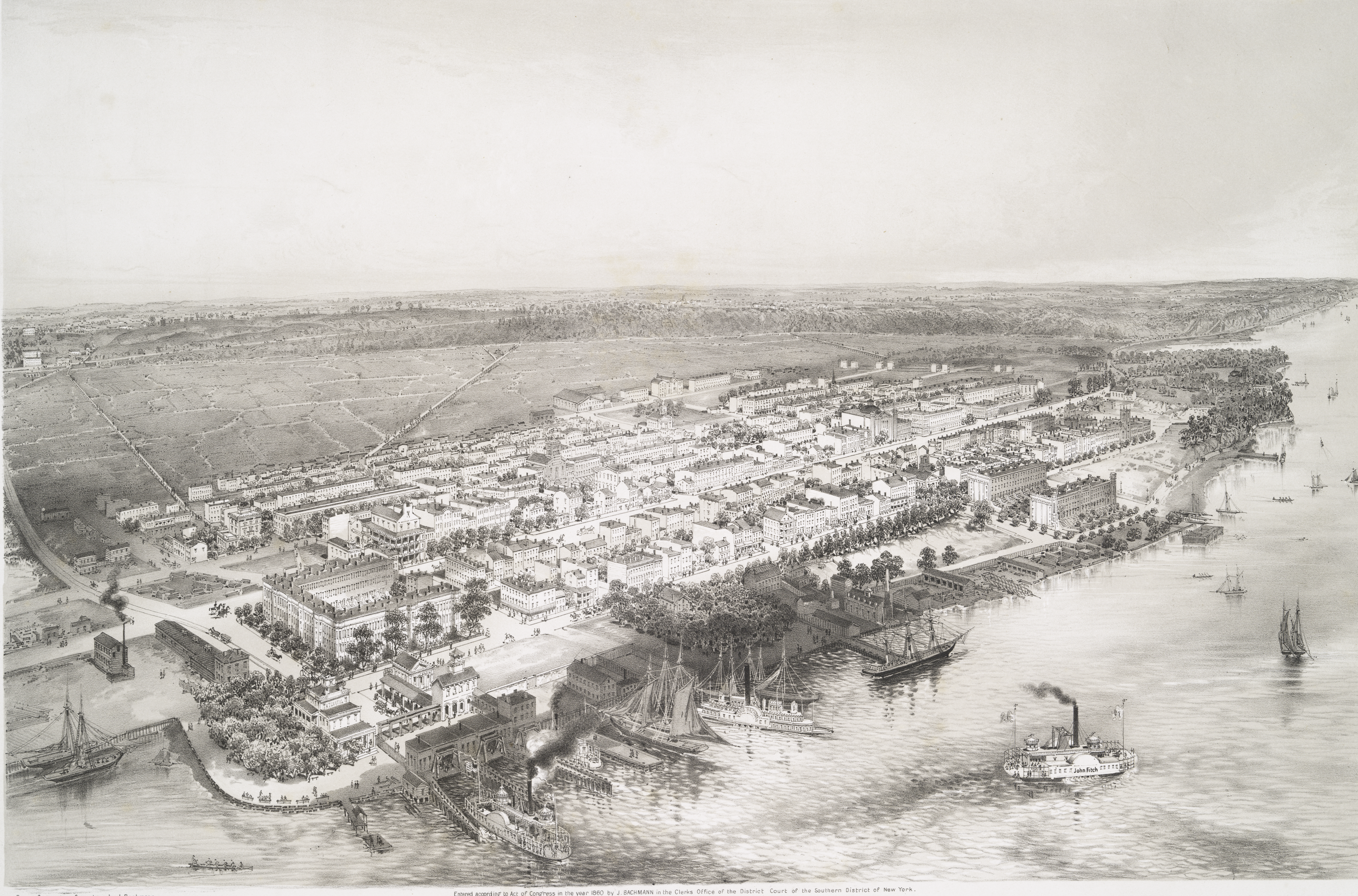
Panorama d'Hoboken (vers 1860)
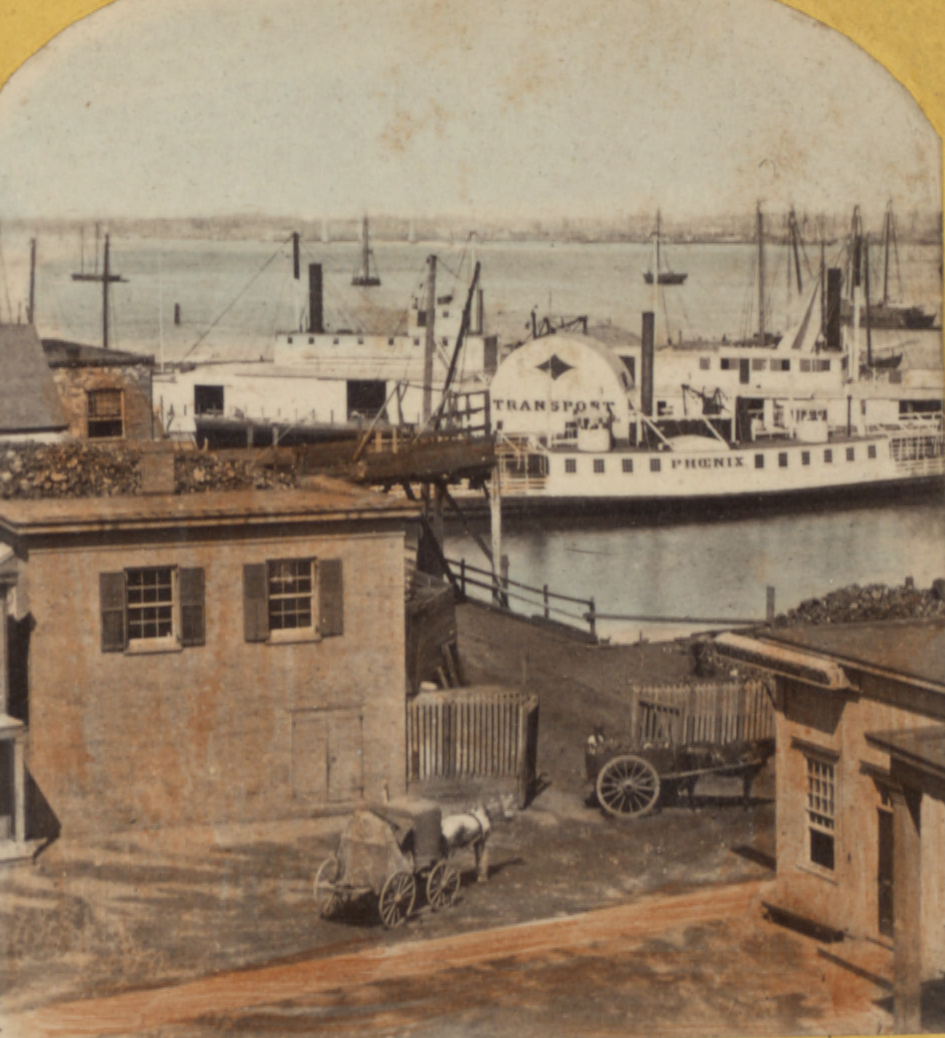
Image stéréoscopique de bacs à Hoboken, 1865
Panorama d'Hoboken, depuis le Stevens Institute (vers 1890)

Au début du XIXe siècle, le colonel John Stevens (1749 – 1838) aménage le littoral en site résidentiel pour les New-Yorkais. Le 11 octobre 1811, il lance un service de bac à travers l'Hudson avec un vapeur, le Juliana, reliant Manhattan à Hoboken. En 1825, il fait construire une locomotive à vapeur capable d'embarquer tous les passagers jusqu'à ses lotissements. Il organise à partir de 1832 des visites vers une grotte abritant une source naturelle, appelée « Grotte de la Sybille » (Sybil's Cave) : les touristes paient l'entrée 1 penny pour boire un verre de l'eau de cette source, réputée thérapeutique. La publication d'une énigme policière d'Edgar Allan Poe, Le mystère de Marie Roget (1841) ajoute à l'attractivité de la ville, car le roman s'inspire d'un crime survenu dans cette grotte. L'eau de la source ayant été contaminée, la grotte est fermée dans les années 1880, et l'entrée est condamnée par un bouchon de béton dans les années 1930, avant qu'on ne la ré-ouvre au public en 2008. Juste avant sa mort, en 1838, Stevens fonde une société immobilière, Hoboken Land and Improvement Company Building, afin de tracer le réseau des rues, de créer les quartiers et d'accueillir des entreprises. Le tracé des rues de cette époque s'est conservé, ainsi que quelques maisons d'origine : des immeubles en pierre de trois à cinq étages.

## Lieux d'intérêt

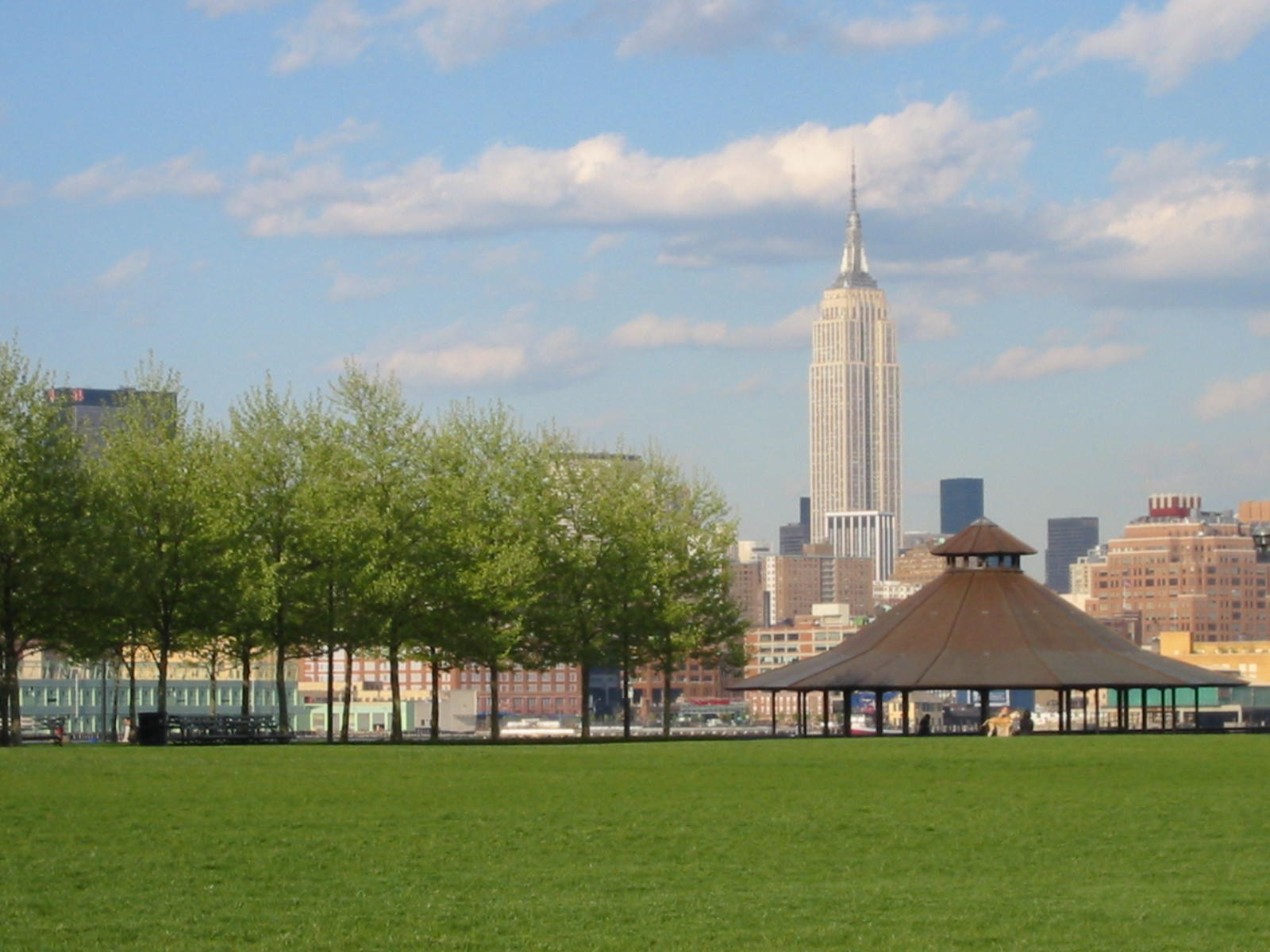
Le Frank Sinatra Park. Au fond, l'Empire State Building.

On peut trouver à Castle Point le Stevens Castle, une résidence de quarante chambres, acquise par l'Institut de technologie Stevens (une université) en 1910 et servant de bâtiment administratif et résidentiel jusqu'en 1959. Le Castle Point Park est un parc public bordant l'Hudson et offrant un panorama sur Manhattan. Il va du Frank Sinatra Park au Nord jusqu'à la 10e rue au Sud. Parmi les autres parcs, on peut citer Church Square Park, qui est entouré par plusieurs bâtiments municipaux, une école et un hôpital, et Columbus Park.
Hoboken est la ville où se serait déroulé le premier match de baseball de l'histoire, le 19 juin 1846. Bien que cette affirmation ne soit pas exacte, il en a été décidé ainsi par convention.
C'est la ville de naissance du chanteur et acteur Frank Sinatra. Hoboken lui a abondamment rendu hommage, bien que Sinatra ait toujours détesté sa ville.
Un mémorial rendant hommage aux victimes des attentats du 11 septembre 2001, qui s'appellera Hoboken Island, est en projet. Il sera relié au Pier A, endroit duquel de nombreuses personnes assistèrent aux attentats.

## Administration
Hoboken est une City dirigée par un Maire et un conseil municipal de neuf membres, dont trois sont élus par tous les habitants, et six autres sont élus par les résidents de l'une des six circonscriptions municipales. Leur mandat est de quatre ans. Le maire actuel, élu en novembre 2017, est Ravinder Bhalla (en), premier sikh à occuper une telle fonction aux États-Unis.
Liste des maires d'Hoboken :
| Rang | Maire                   | Mandats              |
| ---- | ----------------------- | -------------------- |
| 1    | Cornelius V. Clickener  | 1855-1857            |
| 2    | Franklin B. Carpenter   | 1857-1858, 1859-1860 |
| 3    | George W. Morton        | 1858-1859            |
| 4    | John R. Johnson         | 1860-1863            |
| 5    | Lorenzo Elder           | 1863-1864            |
| 6    | Charles T. Perry        | 1864-1865            |
| 7    | Frederick B. Ogden      | 1865-1867            |
| 8    | Frederick W. Bohnsted   | 1867-1869            |
| 9    | Hazen Kimball           | 1869-1871            |
| 10   | Frederick H. Schmersahl | 1871-1873            |
| 11   | Peter McGavisk          | 1873-1875            |
| 12   | Joseph Russel           | 1875-1878            |
| 13   | E.V.S. Besson           | 1878-1880, 1881-1883 |
| 14   | John A. O'Neill         | 1880-1881            |
| 15   | Herman L. Timken        | 1883-1886            |
| 16   | Edwin J. Kerr           | 1886-1888            |
| 17   | August Grassman         | 1888-1891            |
| 18   | Edward R. Stanton       | 1891-1892            |
| 19   | William Ellis           | 1892-1893            |
| 20   | Lawrence Fagan          | 1894-1901            |
| 21   | Adolph Lankering        | 1901-1906            |
| 22   | George Steil            | 1906-1910            |
| 23   | George Gonzales         | 1910-1912            |
| 24   | Martin Cooke            | 1912-1915            |
| 25   | Patrick R. Griffin      | 1915-1926            |
| 26   | Gustav Bach             | 1926-1929            |
| 27   | Bernard N. McFeely      | 1930-1947            |
| 28   | Fred M. De Sapio        | 1947-1953            |
| 29   | John J. Grogan          | 1953-1965            |
| 30   | Louis De Pascale        | 1965, 1965-1973      |
| 31   | Silvio Failla           | 1965                 |
| 32   | Steve Cappiello         | 1973-1985            |
| 33   | Thomas Vezzetti         | 1985-1988            |
| 34   | Patrick Pasculli        | 1988-1993            |
| 35   | Anthony Russo           | 1993-2001            |
| 36   | David Roberts           | 2001-2009            |
| 37   | Peter Cammarano         | 2009                 |
| 38   | Dawn Zimmer             | 2009-2017            |
| 39   | Ravinder Bhalla         | Depuis 2018          |